# Megachile squamosa
Megachile squamosa är en biart som beskrevs av Rebmann 1970. Megachile squamosa ingår i släktet tapetserarbin, och familjen buksamlarbin. Inga underarter finns listade i Catalogue of Life.